# Isrāfīl

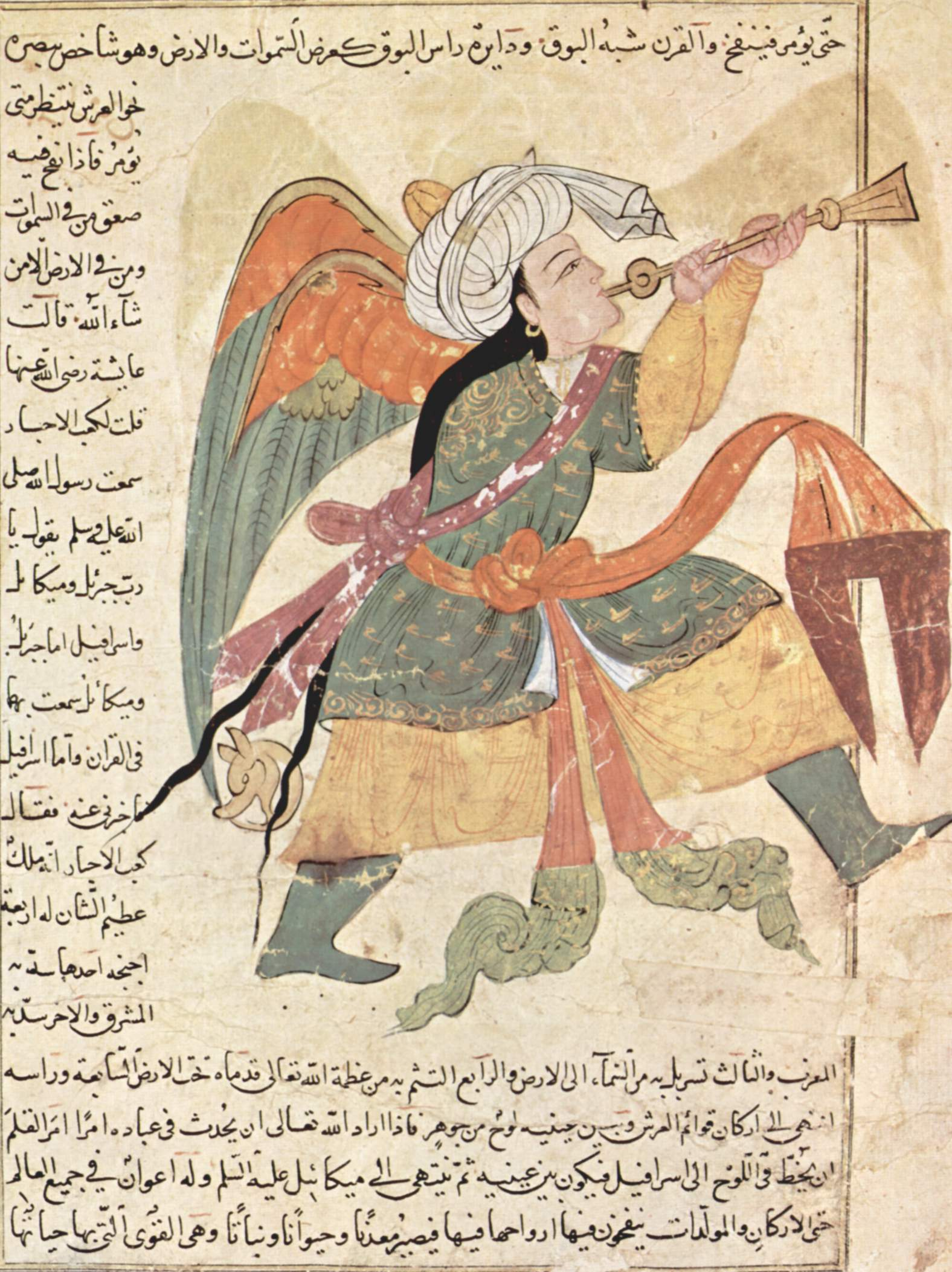
„Der Erzengel Isrâfîl“.
Aus: Die Wunder der Schöpfung des al-Qazwînî (Irak 1370–1380)

Isrāfīl (arabisch إسرافيل, DMG Isrāfīl), zu Deutsch „Der Brennende“, ist einer der vier kanonischen Erzengel im Islam. Schon vor Mohammed war in Arabien der Glaube an Engel bekannt. Sie wurden in die Glaubensvorstellung des Islam integriert und kommen darin gleich nach Allah. So heißt es in der Sure 4,136: „Wer nicht an Gott, seine Engel, seine Bücher, seine Gesandten und den Jüngsten Tag glaubt, der ist weit abgeirrt.“ Israfil wird als Entsprechung zu den Erzengeln Raphael, und Uriel aber auch zu dem Seraph Saraphiel in der jüdisch-alttestamentlichen Überlieferung gesehen.
Ausdrücklich wird Israfil im Koran nicht genannt. Er steht aber in Verbindung mit der Sure 39, Vers 68, wo es heißt, dass am Tag des Jüngsten Gerichts zweimal in ein Horn geblasen werde. Nach dem ersten Ton werde kein Leben mehr auf der Erde sein und nach dem zweiten würden die Toten auferstehen, um vor Gott Rechenschaft abzulegen. Als Verkünder des Sterbens und der Wiederauferstehung gilt der Erzengel Israfil. Die Trompete bleibt immer an seinen Lippen, bereit, geblasen zu werden, wann immer Gott es befiehlt. Dementsprechend wird er häufig als Engel der Musik dargestellt, mit einem Tierhorn, das Zellen hat wie Honigwaben, in denen die Seelen der Toten ruhen. Es heißt darüber hinaus, dass er Allah mit vielen Zungen in tausend Sprachen verherrliche und er Tag und Nacht zur Hölle schaue und dabei so sehr weine, dass seine Tränen die Erde überschwemmen würden, wenn Gott nicht ihren Fluss eindämmte. Sein riesiger, haariger Körper ist bedeckt mit Mündern und Zungen und er reicht vom siebten Himmel bis zum Thron Gottes. Er soll der Engel sein, der die Befehle Gottes aus der Wohlverwahrten Tafel (die u. a. alles enthält, was geschah und geschehen wird) den Erzengeln verliest. In seinem Werk ʿAǧāʾib al-maḫlūqāt („Die Wunder der Schöpfung“) schreibt Zakariya ibn Muhammad al-Qazwini (1203–1283), Israfil sei der schönste aller Engel und besitze vier Flügel – zwei, die Ost und West voneinander trennen, einen, der seinen Körper verhüllt, und einen vierten, der sein Gesicht vor dem Anblick Gottes schütze. Es wird außerdem gesagt, dass er Mohammed drei Jahre lang in seine Aufgaben als Prophet eingeführt habe, bevor dieser den Koran empfing.